# El Lindero (centrala Tantoyuca kommun)
El Lindero är en ort i Mexiko.   Den ligger i kommunen Tantoyuca och delstaten Veracruz, i den sydöstra delen av landet, 230 km norr om huvudstaden Mexico City. El Lindero ligger 176 meter över havet och antalet invånare är 1 123.
Terrängen runt El Lindero är huvudsakligen platt, men den allra närmaste omgivningen är kuperad. El Lindero ligger uppe på en höjd. Runt El Lindero är det ganska tätbefolkat, med 72 invånare per kvadratkilometer. Närmaste större samhälle är Tantoyuca, 4,2 km norr om El Lindero. Trakten runt El Lindero består till största delen av jordbruksmark.